# セルゲイ・ブルガーコフ

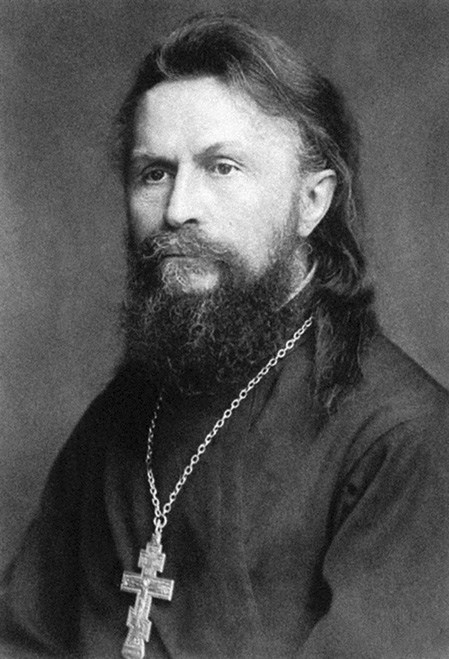
セルゲイ・ブルガーコフ

セルゲイ･ブルガーコフ（ロシア語: Серге́й Никола́евич Булга́ков、1871年7月16日－1944年7月12日）は、ロシアの正教の神学者・司祭（のち長司祭）、哲学者、経済学者。

## 生涯
オリョール県リーヴヌィの在俗司祭の息子として生まれる。
神学を学んでいたが中断し、30歳になるまで無神論者であった。
1894年にモスクワ大学法学部を卒業する。1902年から1907年までキエフの高等工業学校助教授、1903年から1909年までキエフ大学教授、1909年から1911年にはモスクワ大学の政治経済学の教授として勤務する。この間、ソロヴィヨフやフロレンスキイの影響を受け、マルクス主義からドイツ哲学の観念論に移り、さらに正教信仰に復帰した。
1917年6月にはロシア正教会の輔祭に叙聖され、ロシア正教会全国公会の代議員に選出された。1918年、聖職者であるという理由からモスクワ大学教授の職から追放された。1923年にプラハに亡命し、翌年にパリに移住する。以後はパリの聖セルギイ正教神学院で定理神学（教義神学）の教授を務め、正教の長司祭として活動する。パリで没する。

## 思想
1890年代にピョートル・ストルーヴェやミハイル・トゥガン＝バラノフスキーと同じく「合法マルクス主義者」の代表者と目される。しかし1901年に今まで奉じていた教義を大幅に修正し、マルクス主義は農業に起こりつつある過程にすら首尾一貫した説明を与えず、無神論であるために生活の意味や精神活動の価値について教えるところがない、と批判を展開するようになる。1905年のロシア第一革命におけるインテリゲンツィアへの幻滅により決定的にマルクス主義から離れ、ドストエフスキーやウラジーミル・ソロヴィヨフ、パーヴェル・フロレンスキイの影響を受け宗教問題の重大さを強調。さらにロシアの革命政党に特有なヒロイズムは、不寛容と民衆に対する独裁の原因となると指摘した。

## 著作
- 『資本主義生産における市場　О рынках при капиталистическом производстве』（1896年）
- 『農業の進歩について　К вопросу об эволюции земледелия』（1899年）
- 『資本主義と農業　Капитализм и земледелие』（1900年）
- 『マルクス主義から観念論へ　От марксизма к идеализму』（1903年）
- 『ヒロイズムと苦行　Героизм и подвижничество』（1909年）
- 『経済哲学　Философия Хозяйства』（1912年）
- 『黄昏れざる光　Свет Невечерний』（1917年）
- 『神々の饗宴にて　НА ПИРУ БОГОВ』（1918年）
- 『二人の使徒　Свв. Петр и Иоанн. Два первоапостола』（1926年）
- 『神の子羊　Агнце Божием』（1933年）
- 『慰めるもの　Утешителе』（1936年）
- 『子羊の花嫁　Невесте Агнца』（1945年）